# Meyer Shank Racing
A Meyer Shank Racing (anteriormente Michael Shank Racing) é uma equipe estadunidense de automobilismo baseada em Pataskala, Ohio, criada em 1989 pelo piloto Mike Shank. Compete atualmente na IndyCar Series e no IMSA SportsCar Championship.
Em 2012, tentou se inscrever para as 500 Milhas de Indianápolis com o inglês Jay Howard, porém desistiu de participar ao não conseguir um motor para o carro. Sua estreia na Indy foi em 2017, na edição de 2017, tendo como piloto o também inglês Jack Harvey (em parceria com a Andretti Autosport), que abandonou na volta 65 após bater.
Para 2018, a MSR definiu sua participação em 6 provas, novamente com Harvey, e desta vez em parceria com a equipe Schmidt Peterson Motorsports.
Em 2021, a equipe conseguiu sua primeira vitória nas 500 Milhas de Indianápolis, sendo o vencedor o piloto brasileiro Hélio Castroneves.
Em 2022 testou o campeão da IMSA, Tom Blomqvist, colocando-o como candidato a uma vaga na equipe em 2024.